# 佐倉おりこ
佐倉 おりこ（さくら おりこ、1月8日 - ）は日本の漫画家、イラストレーター。女性。栃木県出身在住。

## 人物概要
Web制作会社にてデザイナーとして約2年間勤務後、2017年1月にフリーランスとして独立。メルヘンファンタジーな世界観やデフォルメイラストな作風が特徴。
使用ツールはCLIP STUDIO PAINTEX、Photoshop CS6、Illustrator CS6。
趣味は部屋の模様替えとゴルフ。

## 作風
- メルヘンチックな画風が特徴。描かれる作品は主に百合系が多い。
- 描いているキャラクターは擬人化キャラクターを含めて、10代の少女が中心。
- 自身の創造する独特な世界観に対し、「メルヘンファンタジー」というジャンルを確立した先駆者である。

### メルヘンファンタジー
佐倉おりこは著書にて、
と定義している。

## 作品リスト

### 画集
- 佐倉おりこ 画集 Fluffy[4]

### 技法書
- メルヘンでかわいい女の子の衣装コーディネートカタログ[5]
- メルヘンでかわいい女の子の衣装デザインカタログ[6]
- メルヘンファンタジーな女の子のキャラデザ＆作画テクニック[7]
- メルヘンでかわいい女の子のコスチュームカタログ[8]
- かわいい女の子の衣装デザインアイデア帳[9]
- コピック×色紙のきほん バストアップイラストで挑戦するはじめてのコピック[10]

### 漫画
- すいんぐ!!（『COMICリュエル』2019年7月28日[11] - →『COMICジャルダン』[12]2023年12月15日、全5巻）
- 四つ子ぐらし（原作：ひのひまり、『コンプティーク』2021年3月号[13] - 、既刊5巻） - コミカライズ
- ふしぎな猫のまち メルティア（『ちゃおプラス』2023年12月17日[14] - 、既刊3巻）

### 小説挿絵
- ポポルちゃんは救いたい（著：落合祐輔、『L-boom』2017年）
- 四つ子ぐらし（著：ひのひまり、『角川つばさ文庫』2018年 - 刊行中、既刊21巻）
- 琴崎さんがみてる（著：五十嵐雄策、原案：弘前龍、『電撃文庫』2021年）[15]

### 書籍・雑誌掲載
- 『キャラぱふぇ』（vol.66 - vol.77)完結　おたよりコーナー「キャラぱふぇ イラストアカデミー」
- 『キャラぱふぇ』（vol.78 - vol.83)完結　おたよりコーナー「キャラぱふぇイラストチャンネル」
- 『おえかきぱふぇ』（vol.5 - vol.6）
- 『ハンドメイドぱふぇ』（vol.1）
- 『ラブライブ!サンシャイン!!』コミックアンソロジー Sweet Lily
- 電撃G's magazine　SUMMER SPECIAL 号外
- 『季刊エス 51号』スクール特集扉絵掲載
- 『季刊エス 67号』付録「画材ハンドブック2019」イラスト掲載
- 『スモールエス 57号』表紙担当。メイキング、インタビュー記事掲載
- 『スモールエス 44号』ミニキャラ対談記事掲載
- 『スモールエス 50号』「カラーについて」インタビュー記事掲載
- 『スモールエス 56号』イラストメイキング・インタビュー記事掲載
- 雑誌『ビデオSALON』9月号
- 富安健一郎さん監修『トミーのコンセプトアート教室』
- 『ケモミミキャラ イラストメイキング（超描けるシリーズ）』 共著[16]
- 『擬人化キャラクターデザインブック（超描けるシリーズ）』 共著[17]
- 『デジタルイラストの「エフェクト」描き方事典』イラスト数点・メイキング掲載
- 『デジタルイラストの表情の描き方事典』表情カット モノクロ約80点
- 『たちまちクライマックス!（5）ボクは絶対ひっかからない!』装画、口絵
- 『女の子のキラメキめいろDX』フルカラーめいろイラスト 37ページ
- 『マンガキャラ&世界観が引き立つ! 配色アイデア帳』イラスト3点
- 『デジタルツールで描く! 魅力を引き出す女の子の服の描き方』イラスト数点
- 『pixiv年鑑2014』イラスト数点掲載
- 『イラスト、漫画のための配色教室』イラスト1点掲載

### イラスト制作・掲載
- 『初音ミク12th Anniversaryフェア』アニメイト、グッズイラスト[18]
- アプリ版『けものフレンズ3』
- 相羽ういは・鷹宮リオン・北小路ヒスイ・本間ひまわり『Shake!』歌ってみた動画　イラスト
- 「CLIP STUDIO PAINT」プロモーション用イラスト制作
- 『進研ゼミ小学講座 チャレンジ６年生』夏休みDM封筒イラスト（2019年7月）
- 『荒野行動』
- 無料バイノーラルボイスドラマイラスト『猫カフェ店員と過ごす、な～んにもしない時間』（CV：門脇舞以）[19]
- 『東方Lost Word（東方ロストワード）』
- 『グリムエコーズ』リリース直前 応援イラスト1点
- 「エミル・クロニクル・オンライン」
- 『絵守未來秋冬コレクション』イラスト1点
- イラストメイキング『イラストテクニック第129回』
- コミックマーケットC98　カタログ特典用イラスト
- 画集「Glorious by Melonbooks Girls Collection 2021GW 麗」
- Vket6公式グッズショップ
- 天目童心プロジェクト Vtuber『花牟礼ちなき』動画エンドカード用イラスト
- 『Alice Closet（アリスクローゼット）』リリース直前　応援イラスト
- 『topia トピア』イベント「アバターイラスト化計画」
- 日めくりカレンダー『姫繰三六五 2021 Edition』イラスト1点
- 『I’L2017秋冬号』イラスト数点掲載
- イメージキャラクター『このみちゃんバースデーイラスト』
- プロジェクトセカイ カラフルステージ! feat.初音ミク コミックアンソロジー 総扉イラスト

### イベント
- 佐倉おりこ初個展『fluffy』 Gofa 2021年9月18日 - 開催[20]
- 中国初個展『 Märchenwelt 』 2021年「COMICUP28」国家会展中心（上海）

### キャラクターデザイン
- 「L-boom」
- 「GOLF GIRLS PROJECT」
- 因幡はねる（有閑喫茶あにまーれ所属バーチャルYouTuber）7代目衣装[21]

### 楽曲イラスト
- 楽曲project『Stella fiore』
- ななひら　季節がテーマのCDジャケットイラスト

### グッズ制作・コラボなど
- きせかえキーボードアプリ『Simeji』
- mobageアバターコラボガチャ「Delicious!」
- オリジナルラボ株式会社　新作グッズ販売
- TRINITY「パワープッシュイラストレーターズ」受注生産グッズ第1 - 2弾
- M's marche（エムズマルシェ）オリジナルジグソーパズル（6種類）
- Webpon（ウェブポン）限定コラボグッズ

### その他
- アイビス×クリスタお試し&インタビュー記事
- 『CLIP STUDIO PAINT』推薦コメント
- 『PICTURES』インタビュー記事・講座記事掲載
- 1UPクリエイターセレクションvol.59 記事掲載